# Da Silva
Pour les articles homonymes, voir Silva.
Da Silva, pseudonyme d'Emmanuel da Silva, né le 15 avril 1976 à Nevers, est un auteur-compositeur-interprète français.

## Biographie

### Jeunesse à Nevers
D'origine portugaise, Emmanuel da Silva fait partie à douze ans d'un groupe de punk rock nivernais, les Mad Coakroches. À quinze ans, il se met à l'écriture de chansons en anglais ou en espagnol et monte divers groupes. Il se tourne vers un son plus brut en formant, en compagnie d'anciens membres des Tambours du Bronx, le groupe Punishment Park, révélation du Printemps de Bourges en 1993.

### Début d'une carrière solo
Da Silva est sélectionné aux Découvertes du Printemps de Bourges avec son groupe de rock indus, Punishment Park. Il tourne également avec le groupe électro Mitsu et joue aux Rencontres trans musicales en 2000 après avoir été repéré par Jean-Louis Brossard. Il souhaite ensuite quitter le milieu électro et affirme en avoir assez « du synthétique, des samples » mais confirme son « envie de jouer ». En 2001, il sort son album Vue de dessus.
Le label Tôt ou tard lui offre en 2004 un premier contrat et sur lequel il publie trois albums : Décembre en été, De beaux jours à venir et La Tendresse des fous.
Décembre en été est le premier album solo de Da Silva, paru en septembre 2005. Enregistré avec le concours de quelques auteurs comme Albin de la Simone. Avec 110 000 exemplaires écoulés, il fut l'un des albums révélation de l'année 2005, atteignant la 35e place et restant 61 semaines dans le top albums français et finit disque d'or[source secondaire nécessaire].
Da Silva sort en 2007 son disque De Beaux Jours À Venir. Il atteint la 23e position et se maintient 74 semaines dans le top albums France. La même année il est nommé aux Victoires de la musique en tant qu’artiste révélation scène.
En septembre 2009, il sort son troisième album solo La Tendresse des Fous paru chez label Tôt ou Tard. L'album sera adapté en anglais par Constance Amiot sous le titre Once Twice,. Da Silva enchaîne plus de cent dates de concert sur une année après la sortie de ce dernier album.

### Premières collaborations et amitiés artistiques
Da Silva collabore avec divers artistes,, écrit et compose notamment pour Claire Denamur, Hélène Ségara, Jenifer, Julie Zenatti et réalise les albums d'Elsa Lunghini.
Le chanteur se lie d’amitié avec Richard Dumas, qui réalise les pochettes de ses quatre premiers albums. Quant à Emmanuel Da Silva, il signe de son côté les photos du livret de l'album Les Fleurs Sauvages de Charlie, qu’il a réalisé début 2014.

### Albums des années 2010 à 2024
En 2011, Da Silva rejoint PIAS Group chez qui il sort ses trois albums suivants : La Distance en 2011, Villa Rosa en 2013 puis L'Aventure en 2017 enregistrés aux studios ICP à Bruxelles. Quatre ans après son sixième album, L'Aventure sort chez PIAS Group. En 2019, le chanteur sort une biographie parue aux Éditions Braquage ,,.
En 2019, Da Silva rejoint le label At(h)ome. L'album Au revoir chagrin sort en octobre 2019. Trois ans plus tard, en septembre 2022 parait l'album Extrait d'une vie imparfaite que l'artiste évoque en interview sur France Bleu.
En octobre 2024, Da Silva sort sur le label Bayard Musique son 10ème album Grand Hôtel, dont il décrit la genèse en interview dans l'émission Le Grand Soir sur la RTS. 

### Actions culturelles et projets collaboratifs
En 2012, Da Silva participe à la tournée de l'alimentation générale culturelle du théâtre éprouvette mené par Jean Bojko,. En deux jours, il donne seize concerts dans le Morvan au cœur de zones rurales éloignées des circuits culturels habituels. Il réitère cette expérience en 2018, enchaînant une série de concerts solo en Suisse. Il se produit dans des commerces, notamment un salon de coiffure ou encore une pizzeria.
Le 15 avril 2020, en pleine pandémie de Covid-19, Da Silva lance son site À Contre-Courant. Cette plate-forme participative permet le contact direct entre l'artiste et son public à travers des concerts en direct, des soirées de lecture, d'échanges, de vernissage d'expositions en ligne se succèdent ,. En 2021, Da Silva se lance dans la création participative et l'art brut en hôpital psychiatrique,,.
En mars 2022, en résidence à Chartres-de-Bretagne pour un projet de territoire, Da Silva crée une œuvre musicale qui mélange œuvre artistique et paroles des habitants,. En juin 2022, dans le cadre du festival GR 5.0, Da Silva et la conteuse Delphine Garczynska s’associent pour un projet itinérant à dos d'âne dans le Sud-Manche,. La même année, le chanteur crée et présente un spectacle musical dans la galerie de la tenture de l'Apocalypse au château d’Angers,.

### Livres pour enfants
Parallèlement à son projet personnel, Da Silva écrit plusieurs livres CD pour enfants publiés chez Actes Sud : Le Peuple des Dunes, Le Mystère des Couleurs, Billie et les rois de la nuit, Les Dinosaures du rock, Les Fleurs imaginaires. Des projets parallèles auxquels il convie d'autres artistes : Coralie Clément, Cali, Marie Drucker ou encore Françoiz Breut.

### Accusations de harcèlement moral
En mai 2022, Libération publie une enquête qui rapporte le témoignage de plusieurs partenaires musicaux du chanteur qui dénoncent « un comportement destructeur », une forme de racket et un « entourage complice par le silence ». Emmanuel Da Silva dément ces accusations et conteste l'enquête du quotidien, jugeant « ces allégations très fortes et extrêmement violentes » ,.

## Collaborations
Cette section ne s'appuie pas, ou pas assez, sur des sources secondaires ou tertiaires indépendantes du sujet. Le texte peut contenir des analyses inexactes ou inédites de sources primaires.
Pour l'améliorer, ajoutez-en, ou placez des modèles {{Source secondaire souhaitée}} ou {{Source secondaire nécessaire}} sur les passages mal sourcés. (novembre 2024)
- 2008 : Marina Vénache – Libellule – réalisation, écriture et composition des titres Tout me revient et Du baume au cœur
- 2008 : Olive et Moi[55] – Le stylo à Cancre –  livre disque pour enfants, réalisation
- 2009 : Elsa Lunghini – Oser – réalisation, écriture et composition de l'album sauf Pour te voir gagner, j'ai perdu et Ce qui n'existe pas, écrits et composés par Dominique A
- 2009 : Olive et Moi[55] – Fais moi une passe – réalisation de l'album
- 2010 : Fabrice Mauss – Minuit passé – réalisation de l'album
- 2010 : Radiosofa – Le Souffle Court – écriture du titre Le Souffle Court
- 2011 : Dracula, l'amour plus fort que la mort (comédie musicale) – écriture du titre Dernière Danse
- 2011 : Hélène Ségara – Parmi La Foule – écriture et composition des titres La Vie avec toi et Lame de fond, écriture des titres À la renverse, Le Monde à l'envers, Avant la fin, Si tu savais qui je suis, À la croisée des chemins, Parmi la foule et La balançoire
- 2011 : Constance Amiot – Once, Twice[56] – composition
- 2011 : Claire Denamur – Vagabonde – écriture et composition des titres Bang, Bang, bang, Rien à me foutre en l'air et Le Ciel, écriture du titre 34 septembre
- 2012 : Jenifer – L'Amour et moi – écriture et composition des titres Tu ne dis rien et Les Jours électriques
- 2013 : Mélanie Pain – Bye, bye Manchester – écriture et composition du titre Fluo
- 2014 : Charlie – Les Fleurs Sauvages – réalisation de l'album, écriture et composition des titres Chercheur d'or, Sans commentaire, Bleu, Si seulement si
- 2014 : Soprano – Cosmopolitanie – coécriture des titres Cosmo, Ti amo et Le Clown
- 2014 : Yseult – La Vague – réalisation de l'album et écriture des titres La Vague, Bye, bye, bye, et J'aime quand tu me mens
- 2015 : Julie Zenatti - Blanc – coréalisation de l'album, écriture et composition des titres Les amis, Blanc, À l'ouest , La vérité et La contemplation
- 2016 : Enrico Macias – Les Clefs - écriture des titres Les Clefs et Comme Vous
- 2016 : Superbus – Sixtape – coécriture du titre Strong and Beautiful
- 2016 : Jenifer - Paradis secret – réalisation de l'album
- 2020 : Julie Zenatti – Refaire danser les fleurs – réalisation de l'album
- 2020 : Suarez – nouvel album – coréalisation, écriture des titres Bienvenue, Hola hola, Cavale et 10 ans
- 2020 : À Contre-Courant Collection Volume 1: Œuvre collaborative, musique Da Silva.

## Duos
- 2005 : Décembre en Été, avec Françoiz Breut
- 2009 : Les tremblements de Terre, avec Elsa Lunghini
- 2010 : Les Portes, avec Radiosofa[57]
- 2011 : Rien à me foutre en l'air, avec Claire Denamur
- 2012 : Exception singulière, avec Brisa Roché[58]
- 2014 : Sans commentaire, avec Charlie
- 2016 : Obrigado, avec Jenifer

## Clips
Da Silva apparaît -dans le clip, Les Jours Électriques de Jenifer, single qu'il a écrit et composé. En 2016, Da Silva apparaît de nouveau dans un clip de Jenifer, cette fois-ci dans celui de Paradis Secret, titre qu'il a, avec Jenifer, écrit et composé.

## Livre-CD audio pour enfants
Da Silva a réalisé plusieurs livres CD audio pour enfants dont il est l'auteur, le compositeur et l'interprète.

## B.O. Films
Depuis 2016 Da Silva réalise également des bandes originales de films.
- 2016 : C'est quoi cette famille ?! de Gabriel Julien-Laferrière
- 2019 : C'est quoi cette mamie ?! de Gabriel Julien-Laferrière
- 2020 : BO Coma idyllique de Gabriel Julien-Laferrière (Scarlett production)
- 2021 : BO « C’est quoi ce papy ?! » de de Gabriel Julien-Laferrière (Bonne Pioche / UGC)